# Temporada 2023 del Campeonato del Mundo de JuniorGP
La Temporada 2023 del Campeonato del Mundo de JuniorGP es la decimosegunda temporada desde que fuera Moto3 y la novena bajo el amparo de la FIM

## Calendario
El calendario provisional se publicó en noviembre de 2022.
| Ronda | Fecha          | Circuito  | Pole position   | Vuelta rápida   | Ganador               | Constructor |
| ----- | -------------- | --------- | --------------- | --------------- | --------------------- | ----------- |
| 1     | 7 de mayo      | Estoril   | Luca Lunetta    | Álvaro Carpe    | Nico Carraro          | Gas Gas     |
| 2     | 21 de mayo     | Valencia  | Joel Esteban    | Nico Carraro    | Ángel Piqueras        | Honda       |
| 2     | 21 de mayo     | Valencia  | Joel Esteban    | Jacob Roulstone | Ángel Piqueras        | Honda       |
| 3     | 4 de junio     | Jerez     | Ángel Piqueras  | Eddie O'Shea    | Ángel Piqueras        | Honda       |
| 3     | 4 de junio     | Jerez     | Ángel Piqueras  | Ángel Piqueras  | David Almansa         | KTM         |
| 4     | 2 de julio     | Portimão  | Luca Lunetta    | Xabier Zurutuza | Xabier Zurutuza       | KTM         |
| 4     | 2 de julio     | Portimão  | Luca Lunetta    | Joel Esteban    | Joel Esteban          | Gas Gas     |
| 5     | 17 julio       | Barcelona | Ángel Piqueras  | Álvaro Carpe    | Xabier Zurutuza       | KTM         |
| 5     | 17 julio       | Barcelona | Ángel Piqueras  | Joel Esteban    | Fadillah Arbi Aditama | Honda       |
| 6     | 8 de octubre   | Aragón    | Ángel Piqueras  | Adrián Cruces   | Ángel Piqueras        | Honda       |
| 7     | 5 de noviembre | Valencia  | Xabier Zurutuza | Joel Esteban    | Adrián Cruces         | KTM         |
| 7     | 5 de noviembre | Valencia  | Xabier Zurutuza | Nico Carraro    | Joel Esteban          | Gas Gas     |

## Equipos y pilotos
| Equipo                                     | Constructor | N.º | Piloto                | Rondas |
| ------------------------------------------ | ----------- | --- | --------------------- | ------ |
| Aspar Junior Team                          | Gas Gas     | 7   | Joel Esteban          | 1-7    |
| Aspar Junior Team                          | Gas Gas     | 10  | Nico Carraro          | 1-7    |
| Aspar Junior Team                          | Gas Gas     | 12  | Jacob Roulstone       | 1-7    |
| Honda Racing Thailand                      | Honda       | 5   | Tatchakorn Buasri     | 1-7    |
| British Talent Team                        | Honda       | 8   | Eddie O'Shea          | 1-7    |
| Team Estrella Galicia 0,0                  | Honda       | 18  | Ángel Piqueras        | 1-7    |
| Team Estrella Galicia 0,0                  | Honda       | 23  | Elia Bartolini        | 1-5    |
| Team Estrella Galicia 0,0                  | Honda       | 67  | Casey O'Gorman        | 6-7    |
| Team Estrella Galicia 0,0                  | Honda       | 74  | Alex Gourdon          | 1-7    |
| Team Estrella Galicia 0,0                  | Honda       | 94  | Facundo Llambias      | 1-7    |
| Artbox                                     | Honda       | 36  | Angus Grenfell        | 1-7    |
| Asia Talent Team                           | Honda       | 57  | Danial Shahril        | 3-7    |
| Asia Talent Team                           | Honda       | 88  | Shinya Ezawa          | 1-2    |
| Team Larresport                            | Honda       | 72  | Kanta Hamada          | 5      |
| Astra Honda Racing Team                    | Honda       | 93  | Fadillah Arbi Aditama | 1-7    |
| STV Laglisse Racing                        | Husqvarna   | 9   | Li Shuai              | 5-6    |
| STV Laglisse Racing                        | Husqvarna   | 11  | Adrián Cruces         | 1-2    |
| STV Laglisse Racing                        | Husqvarna   | 56  | Kevin Farkas          | 7      |
| STV Laglisse Racing                        | Husqvarna   | 68  | Ryan Larkin           | 6      |
| STV Laglisse Racing                        | Husqvarna   | 83  | Álvaro Carpe          | 1-7    |
| STV Laglisse Racing                        | Husqvarna   | 89  | Marcos Uriarte        | 3-5    |
| Liqui Moly Husqvarna Intact GP Junior Team | Husqvarna   | 50  | Leo Rammerstorfer     | 1-7    |
| Liqui Moly Husqvarna Intact GP Junior Team | Husqvarna   | 78  | Jakob Rosenthaler     | 1-7    |
| Finetwork MIR Racing Team                  | KTM         | 11  | Adrián Cruces         | 3-7    |
| Finetwork MIR Racing Team                  | KTM         | 21  | Ruché Moodley         | 7      |
| Finetwork MIR Racing Team                  | KTM         | 22  | David Almansa         | 1-7    |
| Finetwork MIR Racing Team                  | KTM         | 69  | Marcos Ruda           | 1-5    |
| AGR Team                                   | KTM         | 14  | Cormac Buchanan       | 1-7    |
| AGR Team                                   | KTM         | 71  | Torin Collins         | 1-7    |
| Eagle-1                                    | KTM         | 19  | Alessandro Morosi     | 1-7    |
| Cuna de Campeones                          | KTM         | 28  | Geoffrey Emmanuel     | 1-7    |
| Cuna de Campeones                          | KTM         | 55  | Noah Dettwiler        | 1-7    |
| AC Racing Team                             | KTM         | 34  | Cesare Tiezzi         | 1-7    |
| AC Racing Team                             | KTM         | 58  | Luca Lunetta          | 1-7    |
| MTA Junior Team                            | KTM         | 37  | Alessio Mattei        | 1-4, 6 |
| MTA Junior Team                            | KTM         | 52  | Aoi Uezu              | 5, 7   |
| MTA Junior Team                            | KTM         | 85  | Xabier Zurutuza       | 1-7    |
| MTA Junior Team                            | KTM         | 91  | Kotaro Uchiumi        | 1-7    |
| First Bike Academy                         | KTM         | 48  | Gabin Planques        | 1, 3-7 |
| Listas de inscritos:                       |             |     |                       |        |

## Resultados

### Campeonato de pilotos
Sistema de puntuación
Los puntos se reparten entre los quince primeros clasificados en acabar la carrera. Sistema de puntuación de 1993 hasta 2022:
| Posición | 1.º | 2.º | 3.º | 4.º | 5.º | 6.º | 7.º | 8.º | 9.º | 10.º | 11.º | 12.º | 13.º | 14.º | 15.º |
| Puntos   | 25  | 20  | 16  | 13  | 11  | 10  | 9   | 8   | 7   | 6    | 5    | 4    | 3    | 2    | 1    |

| Pos. | Piloto                | Moto                      | Equipo                                     | EST | VAL | VAL | JER | JER | POR | POR | BAR | BAR | ARA | VAL | VAL | Ptos. |
| ---- | --------------------- | ------------------------- | ------------------------------------------ | --- | --- | --- | --- | --- | --- | --- | --- | --- | --- | --- | --- | ----- |
| 1    | Ángel Piqueras        | Honda                     | Team Estrella Galicia 0,0                  | 2   | 1   | 1   | 1   | 3   | 7   | 2   | 3   | 6   | 1   | 3   | 4   | 220   |
| 2    | Luca Lunetta          | KTM                       | AC Racing Team                             | 4   | 3   | 4   | 4   | 21  | 3   | 11  | 13  | 4   | 2   | 6   | 3   | 138   |
| 3    | Álvaro Carpe          | Husqvarna                 | STV Laglisse Racing                        | DSQ | 10  | 3   | 2   | 2   | 5   | 4   | 7   | Ret | 5   | 2   | 5   | 137   |
| 4    | Joel Esteban          | Gas Gas                   | Aspar Junior Team                          | 10  | 2   | Ret | 11  | 10  | 6   | 1   | 6   | 3   | Ret | 7   | 1   | 132   |
| 5    | Adrián Cruces         | Husqvarna                 | STV Laglisse Racing                        | Ret | 9   | 7   |     |     |     |     |     |     |     |     |     | 123   |
| 5    | KTM                   | Finetwork MIR Racing Team |                                            |     |     | 3   | 8   | Ret | Ret | 5   | 5   | 3   | 1   | 2   |     | 123   |
| 6    | Xabier Zurutuza       | KTM                       | MTA Junior Team                            | 6   | 12  | 5   | Ret | 6   | 1   | Ret | 1   | Ret | 4   | 4   | 7   | 120   |
| 7    | Jacob Roulstone       | Gas Gas                   | Aspar Junior Team                          | 5   | 4   | 2   | 6   | 5   | 9   | 15  | 2   | Ret | Ret | 9   | 6   | 110   |
| 8    | Nico Carraro          | Gas Gas                   | Aspar Junior Team                          | 1   | 5   | 12  | DNS | DNS | 10  | 12  | 4   | Ret | 17  | 5   | 9   | 81    |
| 9    | David Almansa         | KTM                       | Finetwork MIR Racing Team                  | Ret | Ret | Ret | Ret | 1   | 4   | 3   | 22  | 2   | Ret |     |     | 74    |
| 10   | Eddie O'Shea          | Honda                     | British Talent Team                        | 9   | 11  | 6   | 16  | 7   | Ret | 5   | 12  | Ret | 6   | 11  | 8   | 69    |
| 11   | Tatchakorn Buasri     | Honda                     | Honda Racing Thailand                      | 8   | 13  | Ret | 12  | 17  | 2   | 6   | 10  | Ret | 8   | 16  | DNS | 59    |
| 12   | Jakob Rosenthaler     | Husqvarna                 | Liqui Moly Husqvarna Intact GP Junior Team | 3   | DNS | DNS | 9   | 12  | 12  | 8   | Ret | 13  | 10  | Ret | 11  | 53    |
| 13   | Alessandro Morosi     | KTM                       | Eagle-1                                    | 11  | 6   | Ret | Ret | 11  | 8   | 16  | 9   | Ret | 12  | 8   | 10  | 53    |
| 14   | Cormac Buchanan       | KTM                       | AGR Team                                   | 13  | 7   | Ret | 5   | 4   | Ret | 7   | 17  | 11  | 20  | Ret | 20  | 50    |
| 15   | Elia Bartolini        | Honda                     | Team Estrella Galicia 0,0                  | 7   | 8   | Ret | 8   | 14  | Ret | 10  | 11  | 9   |     |     |     | 45    |
| 16   | Facundo Llambias      | Honda                     | Team Estrella Galicia 0,0                  | 17  | 14  | 9   | 18  | 24  | 16  | 13  | 8   | 8   | 7   | 10  | 26  | 41    |
| 17   | Fadillah Arbi Aditama | Honda                     | Astra Honda Racing Team                    | 15  | 16  | Ret | 17  | 9   | Ret | 25  | 18  | 1   | 13  | 13  | 25  | 39    |
| 18   | Marcos Ruda           | KTM                       | Finetwork MIR Racing Team                  | 18  | Ret | 8   | 10  | 13  | 11  | 20  | 16  | 7   |     |     |     | 31    |
| 19   | Noah Dettwiler        | KTM                       | Cuna de Campeones                          | 12  | 15  | 10  | 13  | 16  | 14  | 18  | 21  | 12  | 11  | 15  | 12  | 30    |
| 20   | Danial Shahril        | Honda                     | Asia Talent Team                           |     |     |     | 7   | 15  | 15  | 9   | 15  | Ret | 15  | 22  | 15  | 21    |
| 21   | Leo Rammerstorfer     | Husqvarna                 | Liqui Moly Husqvarna Intact GP Junior Team | 16  | 19  | 13  | 15  | 19  | 18  | 17  | 20  | Ret | 14  | 12  | Ret | 10    |
| 22   | Kotaro Uchiumi        | KTM                       | MTA Junior Team                            | Ret | 18  | 14  | 22  | 20  | 21  | 21  | 19  | 10  | 16  | 14  | 17  | 10    |
| 23   | Casey O'Gorman        | Honda                     | Team Estrella Galicia 0'0                  |     |     |     |     |     |     |     |     |     | 9   | Ret | 14  | 9     |
| 24   | Marcos Uriarte        | Husqvarna                 | STV Laglisse Racing                        |     |     |     | 14  | 18  | 13  | 14  | 14  | 19  |     |     |     | 9     |
| 25   | Shinya Ezawa          | Honda                     | Asia Talent Team                           | 14  | 17  | 11  |     |     |     |     |     |     |     |     |     | 7     |
| 26   | Ruché Moodley         | KTM                       | Finetwork MIR Junior Team                  |     |     |     |     |     |     |     |     |     |     | 25  | 13  | 3     |
| 27   | Alex Gourdon          | Honda                     | Team Estrella Galicia 0,0                  | 21  | 24  | 18  | 23  | Ret | 20  | Ret | 25  | 14  | 21  | 20  | 21  | 2     |
| 28   | Torin Collins         | KTM                       | AGR Team                                   | Ret | 20  | 15  | 19  | Ret | Ret | 23  | 27  | 18  | 22  | 19  | 19  | 1     |
| 29   | Cesare Tiezzi         | KTM                       | AC Racing Team                             | Ret | 21  | 16  | 20  | Ret | 19  | 19  | 23  | 15  | DNS | 18  | 16  | 1     |
| 30   | Kanta Hamada          | Honda                     | Team Larresport                            |     |     |     |     |     |     |     | Ret | 16  |     |     |     | 0     |
| 31   | Alessio Mattei        | KTM                       | MTA Junior Team                            | 23  | 22  | 17  | 21  | Ret | 22  | 24  |     |     | 23  |     |     | 0     |
| 32   | Gabin Planques        | KTM                       | First Bike Racing                          | 20  |     |     | 24  | 22  | 17  | 26  | 24  | 17  | 19  | 21  | 18  | 0     |
| 33   | Geoffrey Emmanuel     | KTM                       | Cuna de Campeones                          | 22  | 25  | 19  | Ret | 23  | 23  | 27  | 24  |     |     | 23  | 23  | 0     |
| 34   | Angus Grenfell        | Honda                     | Artbox                                     | 19  | 23  | DNS |     |     | Ret | 22  | WD  | WD  | 18  | 17  | Ret | 0     |
| 35   | Aoi Uezu              | KTM                       | MTA Junior Team                            |     |     |     |     |     |     |     | 26  | Ret |     | 24  | 24  | 0     |
| 36   | Ryan Larkin           | Husqvarna                 | STV Laglisse Racing                        |     |     |     |     |     |     |     |     |     | 25  |     |     | 0     |
| 37   | Kevin Farkas          | Husqvarna                 | STV Laglisse Racing                        |     |     |     |     |     |     |     |     |     |     | Ret | 22  | 0     |
| 38   | Li Shuai              | Husqvarna                 | STV Laglisse Racing                        |     |     |     |     |     |     |     | WD  | WD  | WD  |     |     | 0     |
| Pos. | Piloto                | Moto                      | Equipo                                     | EST | VAL | VAL | JER | JER | POR | POR | BAR | BAR | ARA | VAL | VAL | Ptos. |

| Color     | Resultado                                                               |
| --------- | ----------------------------------------------------------------------- |
| Oro       | Ganador                                                                 |
| Plata     | 2.ª plaza                                                               |
| Bronce    | 3.ª plaza                                                               |
| Verde     | Finalizó en los puntos                                                  |
| Azul      | Finalizó sin puntos                                                     |
| Azul      | NC - No clasificado                                                     |
| Violeta   | Ret - No terminó (Carrera)                                              |
| Rojo      | DNQ - No se clasificó                                                   |
| Negro     | DSQ - Descalificado                                                     |
| Blanco    | DNS - No empezó (carrera)                                               |
| Blanco    | WD - Retirado (fin de semana)                                           |
| Blanco    | C - Carrera cancelada                                                   |
| Sin color | DNP - Inscrito pero no participó                                        |
| Sin color | INJ - Lesionado                                                         |
| Sin color | EX - Excluido                                                           |
| Estado    | Resultado                                                               |
| Negrita   | Pole position                                                           |
| Cursiva   | Vuelta rápida                                                           |
| †         | Abandona, pero clasifica al completar el porcentaje requerido para ello |

### Campeonato de Constructores
| Pos. | Constructor | EST | VAL | VAL | JER | JER | POR | POR | BAR | BAR | ARA | VAL | VAL | Ptos. |
| ---- | ----------- | --- | --- | --- | --- | --- | --- | --- | --- | --- | --- | --- | --- | ----- |
| 1    | Honda       | 2   | 1   | 1   | 1   | 3   | 2   | 2   | 3   | 1   | 1   | 3   | 4   | 246   |
| 2    | KTM         | 4   | 3   | 4   | 3   | 1   | 1   | 3   | 1   | 2   | 2   | 1   | 2   | 231   |
| 3    | Gas Gas     | 1   | 2   | 2   | 6   | 5   | 6   | 1   | 2   | 3   | 17  | 5   | 1   | 193   |
| 4    | Husqvarna   | 3   | 9   | 3   | 2   | 2   | 5   | 4   | 7   | 13  | 5   | 2   | 5   | 160   |
| Pos. | Constructor | EST | VAL | VAL | JER | JER | POR | POR | BAR | BAR | ARA | VAL | VAL | Ptos. |